# Mistrovství Evropy v judu 1978
Mistrovství Evropy mužů se konalo v Helsinkách, Finsko 5.-7. května 1978 a Mistrovství Evropy žen se konalo v Kolíně nad Rýnem, Západní Německo podzim 1978.

## Výsledky
Muži
| Kategorie | Zlato                      | Stříbro                     | Bronz                      | Bronz                       |
| --------- | -------------------------- | --------------------------- | -------------------------- | --------------------------- |
| -60 kg    | Felice Mariani (ITA)       | Arpád Szabó (ROU)           | Reinhard Arndt (GDR)       | Jevgenij Pogorelov (URS)RUS |
| -65 kg    | Torsten Reißmann (GDR)     | Nikolaj Soloduchin (URS)RUS | József Tuncsik (HUN)       | Dragan Kosić (YUG)SRB       |
| -71 kg    | Günter Krüger (GDR)        | Engelbert Dörbandt (FRG)    | Neil Adams (GBR)           | Károly Molnár (HUN)         |
| -78 kg    | Harald Heinke (GDR)        | Adam Adamczyk (POL)         | Bernard Tchoullouyan (FRA) | Jerzy Jatowtt (AUT)         |
| -86 kg    | Alexandr Jackevič (URS)LAT | Detlef Ultsch (GDR)         | Wolfgang Frank (FRG)       | Jürg Röthlisberger (SUI)    |
| -95 kg    | Dietmar Lorenz (GDR)       | Angelo Parisi (FRA)         | Robert Van de Walle (BEL)  | Vladimir Gurin (URS)RUS     |
| +95 kg    | Peter Adelaar (NED)        | Imre Varga (HUN)            | Jean-Luc Rougé (FRA)       | Sergej Novikov (URS)RUS     |

Ženy
| Kategorie | Zlato                       | Stříbro                   | Bronz                        | Bronz                         |
| --------- | --------------------------- | ------------------------- | ---------------------------- | ----------------------------- |
| -48 kg    | Jane Bridgeová (GBR)        | Annie Vialová (FRA)       | Christine Jankowskiová (FRG) | María Luisa Iglesiasová (ESP) |
| -52 kg    | Edith Hrovatová (AUT)       | Sacramento Moyanová (ESP) | Christiane Herzogová (FRA)   | Therése Nguyenová (SUI)       |
| -56 kg    | Gerda Winklbauerová (AUT)   | Dawn Netherwoodová (GBR)  | Rebecca Ljungbergová (SWE)   | Elisabetta Ricciatová (ITA)   |
| -61 kg    | Ingrid Bergová (FRG)        | Martine Rottierová (FRA)  | Gloria Montiová (ITA)        | Jeannine Peetersová (BEL)     |
| -66 kg    | Karin Krügerová (FRG)       | Verena Rothacherová (SUI) | Marie-France Milová (BEL)    | Paulette Fouilletová (FRA)    |
| -72 kg    | Barbara Claßenová (FRG)     | Catherine Pierreová (FRA) | El Vermeerová (NED)          | Avril Malleyová (GBR)         |
| +72 kg    | Christiane Kieburgová (FRG) | Margit Schmutzerová (AUT) | Muriel Sameryová (FRA)       | Giovanna Parentiová (ITA)     |